# Кірлешть
Кірлешть, Кірлешті (рум. Chirlești) — село у повіті Бузеу в Румунії. Адміністративно підпорядковане місту Нехою.
Село розташоване на відстані 105 км на північ від Бухареста, 46 км на північний захід від Бузеу, 133 км на захід від Галаца, 63 км на південний схід від Брашова.

## Населення
За даними перепису населення 2002 року у селі проживали 730 осіб, з них 729 осіб (99,9%) румунів. Усі жителі села рідною мовою назвали румунську.